# Keeway Hurricane

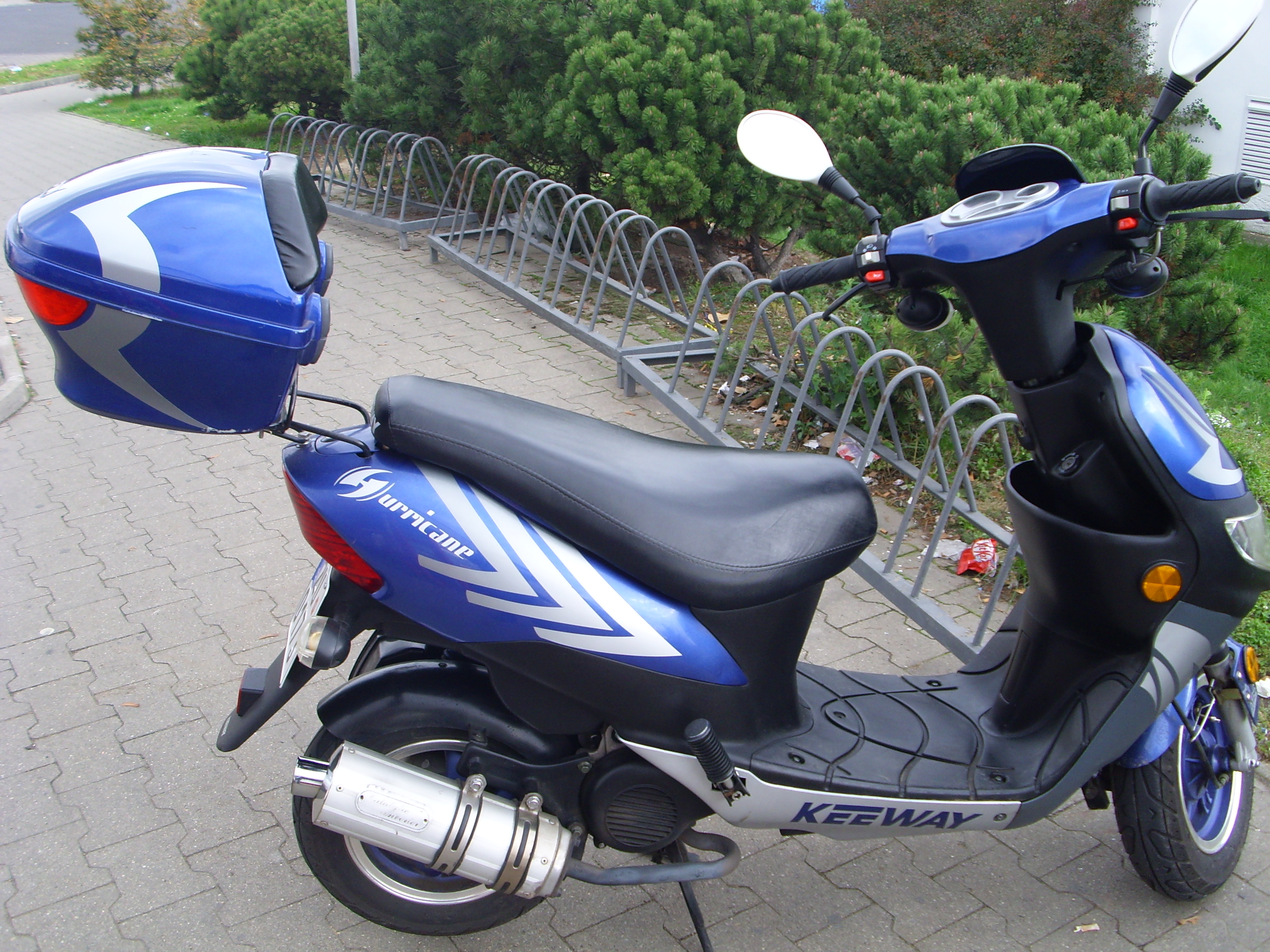
Keeway Hurricane

Der Keeway Hurricane (auch Keeway Easy) ist ein Motorroller des Herstellers Qianjiang.
Er verfügt über einen luftgekühlten 49 cm³-Zweitaktmotor mit liegendem Einzylinder Minarelli-Nachbau-Motor. Mit einer Leistung von 1,8 PS bringt er den Roller auf bis zu 45 km/h. Neben Haupt- und Seitenständer ist der Hurricane mit einem Bremskraftbegrenzer am Vorderrad ausgestattet. Des Weiteren besitzt er ein Staufach im Frontschild und einen Gepäckträger.

## Technische Daten
Technische Daten des Keeway Hurricane:
- Motor: 1-Zylinder, 2-Takt, luftgekühlt (Drehzahl 5300/min, elektrischer Starter & Kickstarter)
- KW(PS): 1,32(1,8)
- Hubraum: 49 cm³
- Geschwindigkeit: 45 oder 25 km/h
- Kraftstoff: Super Plus oder Super (nicht Ethanol- / E10-verträglich)
- Getriebe: Automatik
- Batterie: 12 V, 4 Ah
- Bremsen: vorne Scheibenbremse / hinten Trommelbremse
- Reifendimension vorne: 3.50 - 10 51 J
- Reifendimension hinten: 3.50 - 10 51 J
- Maße (L/B/H): 1740 / 660 / 1130
- Leergewicht: 81 kg
- Tankvolumen: 5,2 Liter